# Histoires de femmes du Coran
Histoires d'homme du Coran
Histoires de femmes du Coran est une série animée égyptienne qui a été diffusée pendant le Ramadan 2013 (1434 AH).
La série est une histoire, un scénario et un dialogue de Mohamed Bahgat et réalisé par le Dr Mustafa Al-Farmawy, et le texte de l'œuvre a été révisé par l'université al-Azhar.
Cette partie raconte 10 histoires sur 30 épisodes, mettant en vedette chaque histoire de femmes d’Égypte et du monde arabe.

## Synopsis
La série raconte plusieurs histoires de femmes mentionnées par le Coran pour clarifier l'importance des femmes, à travers le personnage du juge, joué par Yehia El-Fakharany. Sa fille Salma, jouée par Reham Abdel Ghafour (en), croit que les femmes n'ont pas un rôle important et souhaite être un homme. Le juge la convainc de l'importance des femmes dans l'Islam en lui racontant dans chaque épisode l'histoire de l'une des plus grands femmes.

## Voix égyptienne
- Yehia El-Fakharany : Le narrateur - juge
- Maged El Kedwany : Le patron de la police
- Reham Abdel Ghafour : Salma
- Mahmoud Amer : Homs
- Suhair Al-Badrawi : Wedida
- Mon Pacte Sadiq : Le Diable
- Amr Abdel Aziz : Shahtoot